# طهارم دشت
طهارم دشت هي قرية في مقاطعة خلخال، إيران. عدد سكان هذه القرية هو 124 في سنة 2006.